# Chrysopilus dilatus
Chrysopilus dilatus är en tvåvingeart som beskrevs av Cresson 1919. Chrysopilus dilatus ingår i släktet Chrysopilus och familjen snäppflugor.
Artens utbredningsområde är Kalifornien. Inga underarter finns listade i Catalogue of Life.